# Shigeta Yukinori
Yukinori Shigeta (sinh ngày 15 tháng 7 năm 1976) là một cầu thủ bóng đá người Nhật Bản.

## Sự nghiệp câu lạc bộ
Yukinori Shigeta đã từng chơi cho Verdy Kawasaki và Yokohama FC.